# 釣俊輔
釣 俊輔（つり しゅんすけ、10月29日 - ）は、日本の音楽プロデューサー、ソングライター・編曲家。兵庫県赤穂市出身。

## 携わった作品
下記には他作家との共同作編曲作品も含む。
- アカシック
  - CGギャル（サウンドプロデュース、編曲（共作））
  - サイノロジック（サウンドプロデュース、編曲（共作））
  - 8ミリフィルム（サウンドプロデュース、編曲（共作））
  - サンデイバージンディアボーイ（サウンドプロデュース、編曲（共作））
  - 今日から夜は家にいるよ（サウンドプロデュース、編曲（共作））
  - 恋は媚薬だなんて冷めるわ（サウンドプロデュース、編曲（共作））
  - 愛×Happy×クレイジー（サウンドプロデュース、編曲（共作））
- Aimer
  - 六等星の夜（ストリングスアレンジ）
  - 悲しみはオーロラに（ストリングスアレンジ）
  - 寂しくて眠れない夜は（ストリングスアレンジ）
  - 雪の降る街（編曲）
  - 三日月（編曲、プログラミング）
  - Baby Love（編曲、プログラミング）
  - Even Heaven（作曲、編曲）
  - After Rain（編曲）
  - 7月の翼（編曲）
  - DAWN（編曲）
  - 茜さす（作曲、編曲）
  - everlasting snow（編曲）
  - 凍えそうな季節から（作曲、編曲）

- 青山テルマ
  - Believe（作曲）
- 遠藤舞
  - Today is The Day（編曲）
- 栞菜智世
  - Bye Bye（作曲、編曲）
  - I & I（編曲）
- 栗山千明
  - 流星のナミダ（編曲）
- SHE IS SUMMER
  - とびきりのおしゃれして別れ話を（作曲・編曲）
  - 出会ってから付き合うまでのあの感じ（作曲）
  - ドーナツ（作曲）
- Shiggy Jr.
  - サマータイムラブ（編曲）
  - keep on raining（編曲）
  - 恋したらベイベー（サウンドプロデュース・編曲）
  - HOME（サウンドプロデュース・編曲（共作））
  - ピュアなソルジャー（サウンドプロデュース、編曲）
  - サンシャインモーニング（編曲）
- Superfly
  - Fooled Around and Fell In Love（編曲アシスタント）
  - Free Planet（編曲アシスタント）
  - You You（編曲（共作））
  - クローゼット（編曲（共作））
- スガシカオ
  - あんなこと、男の人みんなしたりするの?（編曲）
  - ドキュメント2019 feat.Mummy-D（編曲）
  - トワイライト★トワイライト（編曲）
  - 国道4号線（編曲）
  - ハチミツ（編曲）
- 関ジャニ∞
  - 冬恋（編曲）
  - 8年者（編曲）
  - 青春ノスタルジー（編曲）
- チームしゃちほこ
  - colors（編曲）
- 加藤ミリヤ
  - Baby tell me（編曲）
- GReeeeN
  - オトノナルホウヘ!!!!（編曲）
  - 夏の音（編曲）
  - 夢（編曲）
  - メシ I GOT IT↑↑（編曲）
  - ハローカゲロウ（編曲（共作））

- 竹原ピストル
  - 父から娘へ～さや侍の手紙～ Another Edition（編曲）
- Tomato n' Pine
  - キャプテンは君だ！（編曲）
  - POP SONG 2 U（編曲）
  - 旅立ちトランスファー（編曲、プログラミング）
  - なないろ☆ナミダ（編曲、プログラミング）
  - FAB (Free As a Bird)（編曲、プログラミング）
- 9nine
  - Cross Over（編曲）
- BEAST
  - ADRENALINE（編曲） 君が思う以上に（作曲、編曲）
- fumika
  - snowflakes（編曲）
  - アオイトリ（編曲）
  - 奏（編曲）
  - たいせつな光（編曲）
  - navigation（編曲）
  - たいせつな光（エンドロール Ver.）（編曲）
  - 1000000カラット（編曲）
  - たいせつな光 (Acoustic Ver.)（リミックス）
  - 時を越えて（編曲）
  - 7days（編曲）
  - 泣きたい僕ら（編曲）
  - Endless Road（作曲、編曲）
  - ドアの向こうへ（作曲、編曲）
- Faint⋆Star
  - tip tap（編曲）
  - Hurly-Burly（編曲）
  - 真夏のTropical Night（編曲）
- flumpool
  - Snowy Nights Serenade（プログラミング）
  - Across the Times（編曲）
  - OAOA（編曲）
  - 素晴らしき嘘（編曲）
  - 迷宮シナプス（編曲）
  - Just stand by me（編曲）
  - アラシノヨルニ（作曲（共作）、編曲）
- ベッキー♪♯
  - 15～Spring Flag～（編曲）
- でんぱ組.inc
  - でんでんぱっしょん（編曲）
  - Promise of the World ～我コソ世界の救世主～（編曲）
  - W.W.D II （編曲）
  - ちゅるりちゅるりら（編曲）
  - でんぱーりーナイト（編曲（共作））
  - FD2 ～レゾンデートル大冒険～（編曲）
  - あした地球がこなごなになっても（作曲）
  - キボウノウタ（編曲）
  - 電波良好！（作曲、編曲）
  - WWDBEST（作曲（共作））
  - かぼちゃタンデム（編曲）
  - 世界が私の味方ならば…（編曲）
  - もしもし、インターネット（編曲（共作））
  - なんと!世界公認 引きこもり!（編曲）
  - プリンセスでんぱパワー！シャインオン！（編曲）
  - 玉虫色ホサピエンス（編曲）
  - DNA（編曲）
  - 初体験（編曲）
  - だって、わたし達は（編曲）
  - W.W.D ENDING（編曲）

- ミキ・ソーヴェスタ（スターオーシャン:アナムネシス）
  - Sweet Tips（作曲、編曲）
- 安田レイ
  - styles（編曲）
  - Delight（編曲）
  - パスコード4854（編曲）
  - Mirror（編曲）
  - 恋詩（編曲）
  - Tweedia（ストリングスアレンジ）
  - あしたいろ（編曲）
  - My Way, My Life（編曲）
  - Sunny（編曲）
  - Message（編曲）
  - アシンメトリー（編曲）
- YUKI
  - フラッグを立てろ（作曲）
- ゆず
  - 赤いキリン（編曲）
  - 約束の唄（作曲（共作）、編曲）
  - 悲しみの傘（ゆず×SEKAI NO OWARI）（編曲）
  - 日常（サウンドプロデュース、編曲）
  - GreenGreen（サウンドプロデュース、編曲）
  - 公園通り（サウンドプロデュース、編曲）
  - 花咲ク街（サウンドプロデュース、編曲）
  - 春疾風（サウンドプロデュース、編曲、Mix）
  - 明日の君と（サウンドプロデュース、編曲）

- 渡辺美優紀
  - りんご麗し 実りの季節（編曲）

- LinQ
  - ウェッサイ!!ガッサイ!!（編曲）
  - LinQuest～やがて伝説へ～（編曲）
- AIKATSU☆STARS!
  - POPCORN DREAMING♪（編曲）
- HY
  - いちばん近くに（プログラミング、その他楽器担当）
  - バイバイDay（編曲、プログラミング、その他楽器担当）
- Tiara
  - I Miss You（編曲）
  - フィナーレ（編曲）
- CNBLUE
  - Rain of Blessing（編曲）
  - Get Away（編曲）
  - My miracle（編曲）
- meajyu
  - Let It Go（作曲）
- ももいろクローバーZ
  - 孤独の中で鳴るBeatっ！（編曲）

## 関連書籍
- ヒロインたちのうた アイドル・ソング作家23組のインタビュー集〈CDジャーナルムック〉、南波一海 著、（2016年5月、音楽出版社）